# Сан-Мигел-дус-Кампус (микрорегион)

Сан-Мигел-дус-Кампус на карте.

Сан-Мигел-дус-Кампус (порт. Microrregião de São Miguel dos Campos) — микрорегион в Бразилии, входит в штат Алагоас. Составная часть мезорегиона Восток штата Алагоас. Население составляет 284 396 человек (на 2010 год). Площадь — 2955,442 км². Плотность населения — 96,23 чел./км².

## Демография
Согласно сведениям, собранным в ходе переписи 2010 г. Национальным институтом географии и статистики (IBGE), население микрорегиона составляет:						
| Полное население                             | Полное население                             | Полное население                             | Полное население                             | 284 396 |
| -------------------------------------------- | -------------------------------------------- | -------------------------------------------- | -------------------------------------------- | ------- |
| в том числе:                                 | Городское население                          | 198 466                                      | Процент городского населения, %              | 69,79   |
|                                              | Сельское население                           | 85 930                                       | Процент сельского населения, %               | 30,21   |
|                                              | Мужское население                            | 140 080                                      | Процент мужского населения, %                | 49,26   |
|                                              | Женское население                            | 144 316                                      | Процент женского населения, %                | 50,74   |
| Плотность населения, чел/км²                 | Плотность населения, чел/км²                 | Плотность населения, чел/км²                 | Плотность населения, чел/км²                 | 96,23   |
| Население микрорегиона в % к населению штата | Население микрорегиона в % к населению штата | Население микрорегиона в % к населению штата | Население микрорегиона в % к населению штата | 9,11    |

## Состав микрорегиона
В составе микрорегиона  включены следующие муниципалитеты:
1. Анадия
2. Бока-да-Мата
3. Кампу-Алегри
4. Корурипи
5. Жекия-да-Прая
6. Жункейру
7. Ротейру
8. Сан-Мигел-дус-Кампус
9. Теотониу-Вилела